# Karya (Lefkada)
Karya of Karya Lefkadas (Grieks: Καρυά of Καρυά Λευκάδας) is een deelgemeente (dimotiki enotita) van de gemeente (dimos) Lefkada, in de Griekse bestuurlijke regio (periferia) Ionische Eilanden. De plaats telt 1.427 inwoners.